# Distribuidor El Pulpo
El Distribuidor El Pulpo es una de las infraestructuras viales más importantes de la parroquia El Recreo al noreste del Municipio Libertador y al oeste del Distrito Metropolitano de Caracas, al centro norte del país sudamericano de Venezuela. Según la gaceta oficial 371.827 es un bien de interés cultural por resolución del instituto de patrimonio cultural venezolano.

## Descripción
Se trata de un distribuidor vial hecho de concreto armado que cruza el Río Guaire y que fue edificado en la década de los 60 del siglo XX bajo el diseño del arquitecto Marcos Ortega Montes de Oca, permite la conexión entre las Autopistas Francisco Fajardo (Este-Oeste) y la Autopista Valle-Coche (El Valle). Constituye uno de los distribuidores viales más relevantes de Caracas junto con el de La Araña y el Ciempiés. El Puente de los Estadios lo cruza cerca de la UCV.
Próximos al distribuidor están los estadios de la Universidad Central de Venezuela (Estadio Olímpico y Estadio Universitario) y en general la Ciudad Universitaria de Caracas que es patrimonio mundial de la Unesco desde el año 2000. Además también se ubican en sus alrededores la Zona Rental de Plaza Venezuela, la Urbanización San Antonio, Ciudad Banesco, las urbanizaciones Bello Monte y Colinas de Bello Monte y la sede de la Universidad Bolivariana de Venezuela.
En el año 2015 con la ampliación de la Autopista Valle-Coche se iniciaron obras de pilotaje que mejoran las conexiones del distribuidor a ambos lados con Puentes hacia El Valle.